# ایواکورا توموسادا
ایواکورا توموسادا (به ژاپنی: 岩倉具定); ۱۸ ژانویهٔ ۱۸۵۲ – ۱ آوریل ۱۹۱۰) سیاستمدار در دوره میجی در ژاپن بود.